# King of Comedy
King of Comedy (originaltitel: The King of Comedy, Finland: Komikernas kung) är en amerikansk svart komedi-film från 1983 i regi av Martin Scorsese. Huvudrollerna i filmen spelas av Robert De Niro och Jerry Lewis. Det var den femte filmen i samarbetet mellan Martin Scorsese och Robert De Niro.

## Handling
Rupert Pupkin (Robert De Niro) är en framgångslös komiker i New York som tycker själv att han är den främste. Bara sin förebild Jerry Langford (Jerry Lewis) accepterar han som konkurrent. Enda problemet är att Pupkin är okänd och Langford har en stor show i TV. Efter att Pupkin flera gånger blivit avvisad av underhållningsprogrammets producent utvecklar han ett förföljelsesyndrom mot Langford. Till slut tar han Langford som gisslan för att få en plats i TV-programmet.
Pupkin kan på så sätt framträda i TV men blir snart arresterad. Så blev Pupkin en kändis, men inte för sina skämt utan för sin elakhet.

## Medverkande
| Robert De Niro  | – Rupert Pupkin  |
| Jerry Lewis     | – Jerry Langford |
| Diahnne Abbott  | – Rita Keane     |
| Sandra Bernhard | – Masha          |
| Shelley Hack    | – Cathy Long     |
| Tony Randall    | – Sig själv      |
| Ed Herlihy      | – Sig själv      |
| Margo Winkler   | – Receptionisten |
| Martin Scorsese | – TV-regissören  |

## Om filmen
Filmen hade inga större framgångar i biograferna men den blev hyllad av kritikerna. Scorsese hade tänkt att Johnny Carson ska spela rollen som Jerry Langford eller som alternativ Frank Sinatra respektive Dean Martin men till slut fick Jerry Lewis rollen. Flera kändisar förekommer i filmen som sig själva, däribland Liza Minnelli, Tony Randall och Victor Borge. Scorsese själv spelar en TV-regissör i en biroll.
Filmen tävlade 1983 vid Filmfestivalen i Cannes men fick inget pris. 1984 fick Paul D. Zimmerman en BAFTA-award för filmens manus.